# Lithoglyptes ivanovi
Lithoglyptes ivanovi is een rankpootkreeftensoort uit de familie van de Lithoglyptidae. De wetenschappelijke naam van de soort is voor het eerst geldig gepubliceerd in 1998 door Kolbasov.